# Doverdale
Doverdale – wieś i civil parish w Anglii, w Worcestershire, w dystrykcie Wychavon. W 2001 roku civil parish liczyła 47 mieszkańców. Doverdale jest wspomniana w Domesday Book (1086) jako Lunvredele.